# Daniel Ysander
Bengt Daniel Ysander, född 9 januari 1890 i Tölö församling, Hallands län, död 20 december 1958 i Kungsbacka församling, var en svensk kyrkoherde.

## Biografi
Efter avslutad normalskolgång studerade han i Göteborg där han avlade teologisk-filosofisk examen 1911, teologie kandidat-examen 1915 och prästvigdes 1916. Han var därefter anställd som komminister i Mjöbäcks pastorat 1918–1933 och utnämndes till kyrkoherde i Kungsbacka församling 1933. Han var ordförande i kyrko- och stadsfullmäktige i Kungsbacka stad samt styrelseledamot för Katrinebergs folkhögskola och skolinspektör för Kungsbacka kommunala skolor.
Han var son till kyrkoherden Bengt Ysander och Amanda Wetterquist samt från 1918 gift med Anna Elisabet Bergström (1894–1995) samt bror till Torsten Ysander och läkaren Fredrik Ysander. Makarna Ysander är begravda på Skogskyrkogården i Kungsbacka.